# Mokrá Lúka
Mokrá Lúka (em húngaro: Vizesrét; alemão: Nassewiese) é um município da Eslováquia, situado no distrito de Revúca, na região de Banská Bystrica. Tem 15,21 km² de área e sua população em 2018 foi estimada em 535 habitantes.

## Demografia
| Ano:        | 1994 | 2004    | 2014   | 2024   |
| ----------- | ---- | ------- | ------ | ------ |
| Broj ljudi: | 458  | 536     | 513    | 545    |
| Razlika:    |      | +17,03% | -4,29% | +6,23% |

| Ano:               | 2023 | 2024   |
| ------------------ | ---- | ------ |
| Número de pessoas: | 557  | 545    |
| Diferença:         |      | -2,15% |